# Holoxea collectrix
Holoxea collectrix är en svampdjursart som beskrevs av Thiele 1900. Holoxea collectrix ingår i släktet Holoxea och familjen Ancorinidae. Inga underarter finns listade i Catalogue of Life.